# لیزبرگ (کنتاکی)
لیزبرگ (به انگلیسی: Leesburg) یک منطقهٔ مسکونی در ایالات متحده آمریکا است که در شهرستان هریسون، کنتاکی واقع شده‌است. لیزبرگ ۲۷۳٫۱ متر بالاتر از سطح دریا واقع شده‌است.